# Skaly Shirotnye
Die Skaly Shirotnye (englische Transkription von russisch Скалы Широтные Skaly Schirotnyje, deutsch ‚Breitengradfelsen‘) sind eine Gruppe von Felsvorsprüngen im ostantarktischen Mac-Robertson-Land. Sie ragen östlich der Seavers-Nunatakker im südlichen Teil der Prince Charles Mountains auf.
Russische Wissenschaftler benannten sie. Der weitere Benennungshintergrund ist nicht überliefert.